# Либохора (річка)
Либохо́ра, Либухорка (пол. Libuchora) — річка в Українських Карпатах, в межах Самбірського району Львівської області. Ліва притока Стрию (басейн Дністра).
Довжина Либохори 15 км, площа басейну 65 км². Річка типово гірська — з кам'янистим дном та численними перекатами. Характерні паводки (іноді досить руйнівні) після інтенсивних дощів або відлиг.
Витоки розташовані на східних схилах гори Старостини (1228 м), яка належить до Водолільного хребта. Річка тече між горами Стрийсько-Сянської Верховини переважно на схід, впадає у Стрий в південно-східній частині села Верхнє Висоцьке.
Над річкою лежить село Либохора, яке простягається вздовж її берегів майже на 12 км. Це негативно впливає на екологічний стан річки.[джерело?]

## Притоки
- Смочельська (права)
- Довгий (ліва).
- Кругла — бере початок з кількох лісових струмків на південно-східних схилах гори Кернична (954,3 м)[3]. Тече переважно на південний схід і у селі Либохора впадає у Либохору. Розташована на території Національного природного парку «Бойківщина»[4]. У Словнику гідронімів України річка носить назву «Гнила»[5][відсутнє в джерелі], у Словнику географічному Королівства Польського Gniła або Hnyła[6][відсутнє в джерелі], на мапі Генштабу позначена як Кругла[3][джерело?].